# Hiodontiformes
Hiodontiformes là một bộ cá tương đối mới, bao gồm hai loài cá nước ngọt (Hiodon alosoides và Hiodon tergisus ở Bắc Mỹ) còn sinh tồn của họ Hiodontidae cùng ba chi đã tuyệt chủng là Plesiolycoptera, Yanbiania và Eohiodon.
Theo phân loại truyền thống thì nó thuộc bộ Osteoglossiformes, như nhiều cơ quan và tác giả vẫn thực hiện, nhưng nghiên cứu hóa thạch của chi tuyệt chủng Yanbiania cho thấy Hiodontidae tách ra khỏi bộ Osteoglossiformes từ khá sớm, và do đó thuộc về một bộ riêng.

## Phát sinh chủng loài
Cây phát sinh chủng loài vẽ theo Betancur và ctv (2013).

|  | Hiodontiformes    |
|  |                   |
|  | Osteoglossiformes |
|  |                   |

|  | Otomorpha         |
|  |                   |
|  | Euteleosteomorpha |
|  |                   |

|  | Hiodontiformes    |
|  |                   |
|  | Osteoglossiformes |
|  |                   |

|  | Otomorpha         |
|  |                   |
|  | Euteleosteomorpha |
|  |                   |